# سده ۱ (قمری)
| سده‌ها: | سده - سده ۱ - سده ۲           |
| دهه‌ها: | ۰۰ ۱۰ ۲۰ ۳۰ ۴۰ ۵۰ ۶۰ ۷۰ ۸۰ ۹۰ |

قرن ۱ قمری یا سده اول (قمری) در تقویم هجری قمری به فاصله سال‌های ۰ تا ۱۰۰ قمری گفته می‌شود.

## رویدادها

### در مناطق اسلامی
- ۲۹ صفر سال ۱: یکشنبه ۲۳ شهریور سال ۱ خورشیدی؛ نقشه‌ٔ مخالفان محمد برای قتل وی
- ۱ ربیع‌الاول سال ۱: دوشنبه ۲۴ شهریور سال اول خورشیدی؛ هجرت محمد از مکه به مدینه؛ که به عنوان مبدأ گاهشماری‌های هجری قمری و هجری شمسی برگزیده شد.
- ۴ ربیع‌الاول ۱ قمری: پنجشنبه ۲۷شهریور سال اول خورشیدی؛ خروج پیامبر از غار ثور
- ۱۲ ربیع‌الاول ۱ قمری: آدینه ۴ مهر سال اول خورشیدی؛ ورود رسول اللّه به مدینه و برپایی اولین نماز آدینه
- ۱۰ رمضان ۱ قمری: آدینه ۲۹ اسفند سال اول خورشیدی؛ بستن پیمان برادری میان یاران پیامبر و نیز میان پیامبر و علی بن ابی طالب
- اول ربیع‌الاول ۲ قمری: آدینه ۱۳ شهریور سال دوم خورشیدی؛ سریهٔ عبیدة بن حارث
- ۱۵ ربیع‌الاول ۲ قمری: آدینه ۲۷ شهریور سال دوم خورشیدی؛ سریهٔ حمزة بن عبدالمطلب
- ۱۷ رمضان ۲ قمری: سه‌شنبه ۲۵ اسفند ۲ خورشیدی؛ غزوهٔ بدر
- ۱۵ شوال ۲ قمری: سه‌شنبه ۲۴ فروردین ۳ خورشیدی؛ غزوهٔ بنی‌قین‌قاع
- اول ذی‌الحجه ۲ قمری: آدینه ۷ خرداد ۳ خورشیدی؛ ازدواج علی بن ابی‌طالب و فاطمه زهرا دختر پیامبر اسلام
- ۹ ذی‌الحجه ۲ قمری: شنبه ۱۵ خرداد ۳ خورشیدی؛ اعلام مسدودشدن همهٔ درهایی که به سوی مسجد مدینه باز می‌شوند جز در خانهٔ علی بن ابی‌طالب و همسرش
- ۲۰ صفر ۳ قمری: یکشنبه ۲۴ مرداد ۳ خورشیدی؛ واقعهٔ بئر معونه و کشتار مبلغان اسلام به دست مشرکان
- اول جمادی‌الثانی ۳ قمری: دوشنبه اول آذر سال سوم خورشیدی؛ سریه زید بن حارثه در قردة
- ۱۵ رمضان ۳ قمری: آدینه ۱۳ اسفند سال ۳ خورشیدی؛ تولد حسن بن علی
- ۷ شوال ۳ قمری: شنبه ۶ فروردین ۴ خورشیدی؛ غزوهٔ احد و شکست مسلمانان مدینه از کفار مکه؛ قتل حمزة بن عبدالمطلب و۷۰ تن از مسلمانان
- ۱۶ شوال ۳ قمری: دوشنبه ۱۵ فروردین ۴ خورشیدی؛ غزوهٔ حمراءالاسد
- اول محرم ۴ قمری: پنجشنبه ۲۶ خرداد ۴ خورشیدی؛ سریه ابوسلمة بن عبدالاسد
- ۲۲ ربیع‌الاول ۴ قمری: یکشنبه ۱۳ شهریور ۴ خورشیدی؛ غزوهٔ بنی‌نضیر
- ۲۹ ربیع‌الثانی ۴ قمری: سه‌شنبه ۱۹ مهر ۴ خورشیدی؛ درگذشت زینب بنت خزیمة از همسران پیامبر
- ۳ شعبان ۴ قمری: چهارشنبه ۲۱ دی ۴ خورشیدی؛ تولد حسین بن علی
- ۱۰ محرم ۵ قمری: چهارشنبه ۲۳ خرداد ۵ خورشیدی؛ غزوه ذات الرقاع
- ۲۵ ربیع‌الاول ۵ قمری: یکشنبه ۴ شهریور ۵ خورشیدی؛ غزوهٔ دومة الجندل
- ۵ رجب ۵ قمری: یکشنبه ۱۱ آذر ۵ خورشیدی؛ تولد زینب
- اول شوال ۵ قمری: دوشنبه ۶ اسفند ۵ خورشیدی؛ در این ماه جنگ خندق رخ داد
- ۲۳ ذی‌القعده ۵ قمری: چهارشنبه ۲۸ فروردین ۶ خورشیدی؛ آغاز غزوهٔ بنی‌قریظه
- ۵ محرم ۶ قمری: چهارشنبه ۸ خرداد ۶ خورشیدی؛ آغاز سریه عبداللّه بن انیس
- ۱۰ محرم ۶ قمری: دوشنبه ۱۳ خرداد ۶ خورشیدی؛ سریه قرطاء
- ۴ ربیع‌الثانی  ۶ قمری: یکشنبه ۳ شهریور ۶ خورشیدی؛ غزوهٔ غابة
- اول ذی‌القعده ۶ قمری: یکشنبه ۲۵ اسفند ۶ خورشیدی؛ در این ماه صلح حدیبیه رخ داد.
- ۱۵ محرم ۷ قمری: چهارشنبه ۷ خرداد ۷ خورشیدی؛ آغاز غزوه خیبر
- اول ربیع‌الاول ۷ قمری: شنبه ۲۱ تیر ۷ خورشیدی؛ پیروزی خیبر
- اول صفر ۸ قمری: چهارشنبه ۱۳ خرداد ۸ خورشیدی؛ اسلام آوردن بزرگان مشرک مکه
- ۲۰ رمضان ۸ قمری: پنجشنبه ۲۴ دی ۸ خورشیدی؛ فتح مکه توسط پیامبر اسلام
- ۶ شوال ۸ قمری: شنبه ۱۰ بهمن ۸ خورشیدی؛ غزوهٔ حنین
- اول محرم ۹ قمری: آدینه ۳ اردیبهشت ۹ خورشیدی؛ صدور فرمان زکات
- ۱۰ جمادی‌الاول ۹ قمری: شنبه، ۶ شهریور ۹ خورشیدی؛ قتل خسروپرویز به دست پسرش شیرویه
- اول رجب ۹ قمری: یکشنبه ۲۵ مهر ۹ خورشیدی؛ غزوهٔ تبوک
- ۴ ذی‌الحجه ۹ قمری: چهارشنبه ۲۵ اسفند ۹ خورشیدی؛ عزل ابوبکر از ابلاغ سوره برائت به مراسم حج از سوی پیامبر و اعزام علی بن ابی طالب برای این مأموریت [۱]

- ۲۴ ذی‌الحجه ۹ قمری: چهارشنبه ۱۶ فروردین ۱۰ خورشیدی؛ داستان مباهله میان پیامبر اسلام و کشیشان مسیحی
- ۲۵ ذی‌القعده ۱۰ قمری: شنبه ۵ اسفند ۱۰ خورشیدی؛ حرکت پیامبر از مدینه برای آخرین حج
- ۸ ذی‌القعده ۱۰ قمری: یکشنبه ۶ اسفند ۱۰ خورشیدی؛ تولد محمد بن ابی‌بکر
- ۸ ذی‌الحجه ۱۰ قمری: آدینه ۱۸ اسفند ۱۰ خورشیدی؛ انجام آخرین مراسم حج توسط پیامبر
- ۱۸ ذی‌الحجه ۱۰ قمری: دوشنبه ۲۸ اسفند ۱۰ خورشیدی؛ حادثهٔ غدیر خم
- ۲۴ ذی‌الحجه ۱۰ قمری: یکشنبه ۵ فروردین ۱۱ خورشیدی؛ نزول آیهٔ ولایت (پس از ماجرای بخشیدن انگشتر توسط علی بن ابی‌طالب به یک مستمند)[نیازمند منبع]
- ۱۵ محرم ۱۱ قمری: یکشنبه ۲۶ فروردین ۱۱ خورشیدی؛ ورود نمایندگان تیرهٔ نخع به مدینه و گرایش آن تیره به اسلام
- ۲۷ صفر ۱۱ قمری: یکشنبه ۶ خرداد ۱۱ خورشیدی؛ کشته شدن اسود عنسی (مدعی نبوت در یمن) به دست فرماندار ایرانی یمن، حرکت اسامة بن زید (سردار ۱۹ ساله) برای نبرد با روم از مدینه.
- ۲۸ صفر ۱۱ قمری: دوشنبه ۷ خرداد ۱۱ خورشیدی؛ درگذشت پیامبر اسلام
- ۷ ربیع‌الاول ۱۱ قمری: سه‌شنبه ۱۵ خرداد ۱۱ خورشیدی؛ حمله به خانهٔ زهرا و علی
- ۳۰ ربیع‌الاول ۱۱ قمری: پنجشنبه ۷ تیر ۱۱ خورشیدی؛ حرکت سپاه اسامة به روم
- ۳ جمادی‌الثانی ۱۱ قمری: چهارشنبه ۷ شهریور ۱۱ خورشیدی؛ درگذشت فاطمه زهرا دخت پیامبر اسلام
- ۲۸ جمادی‌الاولی ۱۳ قمری: شنبه ۱۱ مرداد ۱۳ خورشیدی؛ جنگ اجنادین و پیروزی مسلمانان بر رومیان
- ۶ جمادی‌الآخر ۱۳ قمری: یکشنبه ۱۹ مرداد ۱۳ خورشیدی؛ آغاز بیماری ابوبکر بن ابی‌قحافه
- ۱۴ جمادی‌الثانی ۱۳ قمری: ۲۷ مرداد ۱۳ خورشیدی؛ جنگ یغوث بین مسلمانان و رومیان و نزدیک نهر تیبیریه دمشق
- ۲۲ جمادی‌الآخر ۱۳ قمری: سه‌شنبه ۴ شهریور ۱۳ خورشیدی؛ درگذشت خلیفه ابوبکر بن ابی‌قحافه؛ خلافت عمر بن خطاب
- ۱۸ جمادی‌الثانی ۱۳ قمری: آدینه ۳۱ مرداد ۱۳ خورشیدی؛ جنگ مرج صُقّر در سوریه
- ۱۹ جمادی‌الثانی ۱۳ قمری: یکشنبه اول شهریور ۱۳ خورشیدی؛ آغا زمحاصرهٔ دمشق
- ۱۹ رجب ۱۳ قمری: یکشنبه ۳۰ شهریور ۱۳ خورشیدی؛ در این ماه فتح دمشق به دست مسلمانان رخ داد
- ۲۱ رجب ۱۳ قمری: سه‌شنبه اول مهر ۱۳ خورشیدی؛ آغاز عملیات تعقیب رومی‌های فراری از دمشق توسط مسلمانان موسوم به نبرد مرج الدیباج
- ۲ شعبان ۱۳ قمری: شنبه، ۱۲ مهر ۱۳ خورشیدی؛ بازگشت مسلمانان از جنگ مرج الدیباج
- ۱۶ شعبان ۱۳ قمری: شنبه، ۲۶ مهر ۱۳ خورشیدی؛ جنگ عبدالقدس بین مسلمانان و رومیان با پیروزی مسلمانان
- ۲۸ ذی‌القعده ۱۳ قمری: دوشنبه ۶ بهمن ۱۳ خورشیدی؛ شکست رومیان در نبرد فحل و فتح شهر فحل به دست مسلمانان
- ۷ رجب ۱۵ قمری: پنجشنبه ۲۷ مرداد ۱۵ خورشیدی؛ آغاز جنگ یرموک بین مسلمانان و رومیان
- ۱۲ رجب ۱۵ قمری: سه‌شنبه اول شهریور ۱۵خورشیدی؛ پیروزی مسلمانان در یرموک
- ۲۶ ذی‌الحجة ۲۳ قمری: چهارشنبه ۱۵ آبان ۲۳؛ درگذشت خلیفه عمر بن خطاب
- سوم محرم ۲۴ قمری: سه‌شنبه ۲۱ آبان ۲۳؛ خلافت عثمان بن عفان اموی
- ۲۸ ربیع‌الاول ۳۱ قمری: آدینه ۲۹ آبان ۳۰ خورشیدی؛ قتل یزدگرد و انقراض دولت ساسانی
- اول ذی‌الحجة ۳۱ قمری: شنبه ۲۶ تیر ۳۱؛ در این ماه ابوذر غفاری در تبعید ربذه درگذشت.
- ۴ شعبان ۳۳ قمری: دوشنبه ۲۲ اسفند ۳۲؛ تولد عباس
- ۸ صفر ۳۵ قمری: دوشنبه ۲۸ مرداد ۳۴؛ درگذشت سلمان فارسی از یاران پیامبر
- اول ذی‌القعده ۳۵ قمری: یکشنبه ۱۴ اردیبهشت ۳۵؛ بازگشت انقلابیون مصری و محاصره دولت خلیفه عثمان
- ۱۸ ذی‌الحجه ۳۵ قمری: آدینه ۳۰ خرداد ۳۵ خورشیدی؛ قتل خلیفه عثمان بن عفان به دست انقلابیون مصر و عراق؛ بیعت مردم با علی بن ابی‌طالب
- اول ربیع‌الاول ۳۶ قمری: یکشنبه ۹ شهریور ۳۵ خورشیدی؛ نامهٔ معاویه به علی بن ابی‌طالب مبنی بر سرپیچی
- ۲۹ ربیع‌الاول ۳۶ قمری: حرکت علی از مدینه به سمت بصره برای جنگ جمل
- ۱۵ جمادی‌الثانی ۳۶ قمری: آدینه ۲۱ آذر ۳۵ خورشیدی؛ جنگ جمل و قتل طلحة بن عبیداللّه و زبیر بن عوام
- اول رجب ۳۶ قمری: شنبه ۶ دی ۳۵ خورشیدی؛ فرستادن عایشه از بصره به مدینه به دستور علی بن ابی‌طالب
- ۱۲ رجب ۳۶ قمری: چهارشنبه ۱۷ دی ۳۵ هجری‌شمسی؛ ورود علی به شهر کوفه و انتخاب آن به عنوان پایتخت دولت اسلام
- اول رمضان ۳۶ قمری: سه‌شنبه ۵ اسفند ۳۵ خورشیدی؛ انتصاب محمد بن ابی‌بکر از سوی علی به فرمانداری مصر
- ۵ شوال ۳۶ قمری: دوشنبه ۱۰ فروردین ۳۶ خورشیدی؛ حرکت سپاه علی بن ابی‌طالب به سوی سوریه برای نبرد با معاویه
- اول محرم ۳۷ قمری: دوشنبه اول تیر ۳۶ خورشیدی؛ آتش‌بس موقت میان سپاهیان علی و معاویه در صفین
- اول صفر ۳۷ قمری: چهارشنبه ۳۱ تیر ۳۶؛ پایان آتش‌بس و از سرگیری نبرد صفین این بار به شکل گسترده‌تر بین سپاه علی و معاویه
- ۷ صفر ۳۷ قمری: سه‌شنبه ۶ مرداد ۳۶؛ آغاز مرحلهٔ نبرد سراسری میان دوسپاه علی ومعاویه در صفین
- ۹ صفر ۳۷ قمری: پنجشنبه ۸ مرداد ۳۶؛ نبرد شبانه‌روزی در صفین مشهور به نبرد لیلةالهریر؛ قتل عمار بن یاسر
- ۱۰ صفر ۳۷ قمری: آدینه ۹ مرداد ۳۶؛ بالا رفتن قرآن بر نیزه‌های اردوی معاویه و تحمیل حکمیت بر علی بن ابی‌طالب، توقف نبرد صفین
- ۱۳ صفر ۳۷ قمری: دوشنبه ۱۲ مرداد ۳۶؛ امضای قرارداد حکمیت بین علی بن ابی‌طالب و معاویة بن ابوسفیان
- ۱۰ جمادی‌الثانی ۳۷ قمری: عهدنامهٔ علی به اهالی نجران
- ۱۰ شوال ۳۷ قمری: چهارشنبه ۴ فروردین ۳۷؛ بیعت خوارج با عبداللّه بن وهب راسبی در کوفه
- ۱۳ شوال ۳۷ قمری: شنبه ۷ فروردین ۳۷؛ خروج خوارج از کوفه به سمت نهروان
- ۹ صفر ۳۸ قمری: سه‌شنبه ۲۹ تیر ۳۷؛ نبرد نهروان بین علی بن ابی‌طالب و خوارج
- ۱۰ جمادی‌الاولی ۳۸ قمری: یکشنبه ۲۵ مهر ۳۷؛ شکست فرماندار علی در مصر، محمد بن ابی‌بکر و سقوط مصر به دست سپاه معاویه به فرماندهی عمروعاص؛
- ۱۵ جمادی‌الاولی ۳۸ قمری: آدینه ۳۰ مهر ۳۷؛ دستگیری و اعدام محمد بن ابی‌بکر به دستور عمروعاص
- ۵ شعبان ۳۸ قمری: یکشنبه ۱۹ دی ۳۷؛ تولد علی بن الحسین مشهور به زین العابدین
- ۲۰ شعبان ۴۰ قمری: سه‌شنبه ۱۱ دی ۳۹؛ ورود ابن ملجم مرادی به کوفه برای قتل علی بن ابی‌طالب
- ۱۹ رمضان ۴۰ قمری: سه‌شنبه ۹ بهمن ۳۹؛ ضربت خوردن علی بن ابی‌طالب در مسجد کوفه به دست ابن ملجم مرادی
- ۲۱ رمضان ۴۰ قمری: پنجشنبه ۱۱ بهمن ۳۹؛ درگذشت علی‌بن ابی‌طالب در کوفه
- ۲۵ ربیع‌الاول ۴۱ قمری: پنجشنبه ۱۰ مرداد ۴۰ قمری: امضای قرارداد صلح حسن بن علی با معاویة بن ابوسفیان، آغاز دولت بنی‌امیة
- اول جمادی‌الاولی ۴۱ قمری: پنجشنبه ۱۴ شهریور ۴۰ قمری: ورود معاویه به شهر کوفه
- ۲۸ صفر ۵۰ قمری: چهارشنبه ۱۰ فروردین ۴۹؛ درگذشت حسن بن علی
- سوم صفر ۵۷ قمری: سه‌شنبه ۲۸ آبان ۵۵؛ تولد محمد بن علی مشهور به الباقر
- ۱۵ رجب ۶۰ قمری: شنبه ۴ اردیبهشت ۵۹؛ درگذشت خلیفه معاویة بن ابی‌سفیان اموی و جانشینی پسرش یزید بن معاویه
- ۲۲ رجب ۶۰ قمری: شنبه ۱۱ اردیبهشت ۵۹؛ بیعت مردم شام با یزید بن معاویه
- ۲۸ رجب ۶۰ قمری: آدینه ۱۷ اردیبهشت ۵۹ خورشیدی؛ خروج شبانهٔ حسین از مدینه به مکه
- ۳ شعبان ۶۰ قمری: چهارشنبه ۲۲ اردیبهشت ۵۹؛ ورود حسین به مکه
- اول رمضان ۶۰ قمری: سه‌شنبه ۱۸ خرداد ۵۹؛ کسوف
- ۱۰ رمضان ۶۰ قمری: پنجشنبه ۲۷ خرداد ۵۹؛ وصول نخستین نامه‌های دعوت کوفیان از حسین
- ۱۲ رمضان ۶۰ قمری: شنبه ۲۹ خرداد ۵۹؛ وصول صد وپنجاه دعوتنامهٔ دیگر از سوی کوفیان به نزد حسین
- ۱۴ رمضان ۶۰ قمری: دوشنبه ۳۱ خرداد ۵۹؛ وصول چندهزار امضا از کوفه به مکه مبنی بر دعوت از حسین
- ۱۵ رمضان ۶۰ قمری: سه‌شنبه اول تیر ۵۹؛ آغاز سفر مسلم بن عقیل از مکه به سوی کوفه برای بیعت گرفتن از کوفیان، خسوف کامل
- ۵ شوال ۶۰ قمری: دوشنبه ۲۱ تیر ۵۹؛ ورود مسلم بن عقیل به کوفه
- ۱۱ ذی‌القعده ۶۰ قمری: دوشنبه ۲۵ مرداد ۵۹؛ ارسال نامهٔ مسلم بن عقیل به حسین مبنی بر آمادگی مردم کوفه و مساعد بودن اوضاع شهر کوفه برای قیام
- ۷ ذی‌الحجه ۶۰ قمری: شنبه ۲۰ شهریور ۵۹؛ دستگیری هانی بن عروه رئیس قبیلهٔ مذحج و میزبان مسلم بن عقیل به دستور عبیداللّه بن زیاد
- ۸ ذی‌الحجه ۶۰ قمری: یکشنبه ۲۱ شهریور ۵۹؛ خروج حسین بن علی از مکه به سوی کوفه؛ قیام مردم کوفه به رهبری مسلم بن عقیل علیه فرماندار عبیداللّه بن زیاد (گماشتهٔ امویان) و شکست قیام
- ۹ ذی‌الحجه ۶۰ قمری: دوشنبه ۲۲ شهریور ۵۹؛ دستگیری مسلم بن عقیل و اعدام مسلم بن عقیل و هانی‌بن عروه به دستور عبیداللّه بن زیاد فرماندار دولت اموی در کوفه
- ۲۰ ذی‌الحجة ۶۰ قمری: آدینه ۲ مهر ۵۹؛ ورود کاروان حسین به منطقهٔ فید در عراق
- ۲۲ ذی‌الحجه ۶۰ قمری: یکشنبه ۴ مهر ۵۹؛ اعدام میثم تمار از شیعیان کوفه به دستور عبیداللّه بن زیاد
- ۲۶ ذی‌الحجه ۶۰ قمری: پنجشنبه ۸ مهرماه ۵۹؛ کاروان حسین در منطقهٔ زرود؛ همراه شدن زهیر بن قین با کاروان حسین؛ رسیدن خبر قتل مسلم و هانی به حسین
- ۲۷ ذی‌الحجه ۶۰ قمری: آدینه ۹ مهرماه ۵۹؛ رسیدن سپاه حر بن یزید ریاحی از سوی عبیداللّه بن زیاد به کاروان حسین
- ۲۸ ذی‌الحجه ۶۰ قمری: شنبه ۱۰ مهرماه ۵۹؛ رسیدن خبر قتل عبداللّه بن یقطر برادر شیری حسین و قاصد او به کوفه؛ حسین از منطقهٔ عذیب الهجانات عبور می‌کند
- اول محرم ۶۱ قمری: دوشنبه ۱۲ مهر ۵۹؛ توقف شبانهٔ کاوران حسین در منزلگاه‌ِ بنی‌مقاتل
- دوم محرم ۶۱ قمری: سه‌شنبه ۱۳ مهر ۵۹؛ ورود کاروان حسین بن علی به کربلا
- سوم محرم ۶۱ قمری: چهارشنبه ۱۴ مهر ۵۹؛ ورود سپاه عمر بن سعد به کربلا
- ۶ محرم ۶۱ قمری: شنبه ۱۷ مهر ۵۹؛ افزایش قوای عمر بن سعد به بیست هزار نفر؛ حملهٔ گروهان‌هایی از لشکر عمر بن سعد به دهات بنی‌اسد در نزدیکی کربلا برای جلوگیری از پیوستن عشایر اطراف به حسین
- ۷ محرم ۶۱ قمری: یکشنبه ۱۸ مهر ۵۹؛ صدور دستور منع آب از اردوگاه حسینی به فرمان عبیداللّه بن زیاد
- ۸ محرم ۶۱ قمری: دوشنبه ۱۹ مهر ۵۹؛ درگیری شبانه و بدون تلفات ۳۰ تن از یاران حسین با نگهبانان رودخانه به منظور به دست آوردن آب؛ ملاقات شبانهٔ حسین بن علی با عمر بن سعد
- ۹ محرم ۶۱ قمری: سه‌شنبه ۲۰ مهر ۵۹؛ ورود شمر به کربلا با دستور حمله از سوی عبیداللّه بن زیاد؛ محاصره کامل اردوی حسینی
- ۱۰ محرم ۶۱ قمری: چهارشنبه ۲۱ مهر ۵۹؛ عاشورای حسینی
- ۱۱ محرم ۶۱ قمری: پنجشنبه ۲۲ مهر ۵۹؛ انتقال کاروان اسیران کربلا به کوفه؛ تدفین اجساد کشته‌شدگان سپاه عمر بن سعد توسط سپاهیان و سپس حرکت سپاه به سوی کوفه
- ۱۲ محرم ۶۱ قمری: آدینه ۲۳ مهر ۵۹؛ ورود کاروان اسیران کربلا به کوفه؛ تدفین پیکر حسین بن علی اجساد کشته‌شدگان سپاه حسین توسط عشایر بنی‌اسد
- ۱۳ محرم ۶۱ قمری: شنبه ۲۴ مهر ۵۹؛ قتل عبداللّه بن عفیف کندی به دستور عبیداللّه بن زیاد به خاطر اعتراضش به فاجعهٔ کربلا
- ۱۵ محرم ۶۱ قمری: دوشنبه ۲۶ مهر ۵۹؛ ارسال کاروان اسیران کربلا به دمشق
- اول صفر ۶۱ قمری: چهارشنبه ۱۲ آبان ۵۹؛ ورود اسیران کربلا به دمشق (مرکز خلافت اموی)
- ۵ صفر ۶۱ قمری: یکشنبه ۱۶ آبان ۵۹؛ درگذشت رقیه دختر حسین بن علی در دمشق
- ۲۰ صفر ۶۱ قمری: دوشنبه اول آذر ۵۹؛ نخستین اربعین حسینی که با زیارت قبر حسین توسط جابر بن عبداللّه انصاری از یاران کهنسال پیامبر برگزار می‌شود
- ۱۵ رجب ۶۲ قمری: یکشنبه ۱۳ فروردین ۶۱؛ درگذشت زینب دختر علی و خواهر حسین از بازماندگان حادثهٔ کربلا
- ۲۶ ذی‌الحجة ۶۳ قمری: چهارشنبه ۷ شهریور ۶۲؛ آغاز نبرد میان سپاه یزید بن معاویه به فرماندهی مسلم بن عقبه و نیروهای شورشی و معترض مدینه
- ۲۸ ذی‌الحجه ۶۳ قمری: آدینه ۹ شهریور ۶۲؛ واقعهٔ حره و قتل‌عام مردم مدینه به دست سپاه یزید بن معاویه به فرماندهی مسلم بن عقبه
- ۲۳ محرم ۶۴ قمری: دوشنبه ۲ مهر ۶۲؛ درگذشت مسلم بن عقبه فرماندهٔ سپاه یزید در مسیر حرکت به مکه برای سرکوبی شورش عبداللّه بن زبیر. حصین بن نمیر جانشین او می‌شود.
- ۲۶ محرم ۶۴ قمری: پنجشنبه ۵ مهر ۶۲؛ آغاز محاصره مکه به دست سپاهیان یزید (به فرماندهی حصین بن نمیر) به منظور سرکوب عبداللّه بن زبیر
- اول ربیع‌الاول ۶۴ قمری: چهارشنبه ۹ آبان ۶۲؛ کشته شدن مسور بن مخرمة در خانه خدا
- سوم ربیع‌الاول ۶۴ قمری: آدینه ۱۱ آبان ۶۲؛ سنگباران شهر مکه با منجنیق‌های آتشین توسط سپاه یزید به فرماندهی حصین بن نمیر؛ سوزانده شدن خانهٔ خدا
- ۱۴ ربیع‌الاول ۶۴ قمری: سه‌شنبه ۲۲ آبان ۶۲؛ درگذشت یزید بن معاویه و جانشینی پسرش معاویة بن یزید
- اول ربیع‌الثانی ۶۴ قمری: آدینه ۹ آذر ۶۲؛ رسیدن خبر مرگ یزید به سپاهیانش در مکه؛ پایان محاصره وسنگباران مکه؛ بازگشت سپاهیان یزید به دمشق و بیعت مردم مکه با عبداللّه بن زبیر به عنوان خلیفهٔ مسلمین
- ۲۵ ربیع‌الثانی ۶۴ قمری: شنبه ۳ آذر ۶۲؛ استعفای معاویة بن یزید. مروان بن حکم اموی به‌طور موقت قدرت را به دست می‌گیرد.
- ۲۵ جمادی‌الاولی ۶۴ قمری: سه‌شنبه ۲ بهمن ۶۲؛ درگذشت مشکوک معاویة بن یزید
- اول جمادی‌الثانی ۶۴ قمری: دوشنبه ۸ بهمن ۶۲؛ مردم بصره عبیداللّه بن زیاد را کنار زده و عبداللّه بن حارث را به فرمانداری بر می‌گزینند.عبیداللّه در خانهٔ سران بصره پنهان می‌شود.
- اول شوال ۶۴ قمری: یکشنبه ۴ خرداد ۶۳؛ جنگ بصره میان هواداران عبداللّه بن زبیر و طرفداران عبیداللّه بن زیاد. پیروزی هواداران عبداللّه بن زبیر و فرار شبانهٔ عبیداللّه به دمشق.
- ۳ ذی‌القعده ۶۴ قمری: چهارشنبه ۴ تیر ۶۳؛ بیعت بنی‌امیه با مروان بن حکم و انتقال خلافت از خانوادهٔ ابوسفیان به خانوادهٔ حکم بن ابی‌العاص بن امیه (شرط بیعت این بود که پس از مرگ مروان، پسر خردسال یزید به خلافت برسد اما این اتفاق نیفتاد و خلافت در خاندان مروان باقی‌ماند تا انقراض دولت اموی)
- ۲۵ ذی‌القعده ۶۴ قمری: پنجشنبه ۲۶ تیر ۶۳؛ آغاز نبرد مرج‌راهط بین طرفداران دولت بنی‌امیه به ریاست مروان بن حکم و طرفداران دولت عبداللّه بن زبیر به فرماندهی ضحاک بن قیس در سوریه
- ۱۵ ذی‌الحجه ۶۴ قمری: چهارشنبه ۱۵ مرداد ۶۳؛ قتل ضحاک بن قیس و پایان جنگ مرج‌راهط به نفع بنی‌امیه؛ تثبیت دولت اموی در سوریه
- اول ربیع‌الثانی ۶۵ قمری: سه‌شنبه ۲۷ آبان ۶۳؛ آغاز قیام توابین به رهبری سلیمان بن صرد خزاعی به منظور خونخواهی حسین و تأسیس دولت شیعی
- دوم ربیع‌الثانی ۶۵ قمری: چهارشنبه ۲۸ آبان ۶۳؛ گردآمدن ۴ هزار نفر از توابین در اردوگاه نخیله
- ۴ ربیع‌الثانی ۶۵ قمری: آدینه ۳۰ آبان ۶۳؛ خروج لشکر توابین از کوفه به قصد زیارت حسین بن علی به کربلا
- ۵ ربیع‌الثانی ۶۵ قمری: شنبه اول آذر ۶۳؛ زیارت قبر حسین توسط توابین
- ۶ ربیع‌الثانی ۶۵ قمری: یکشنبه دوم آذر ۶۳؛ حرکت سپاه توابین از کربلا به سوی دمشق
- ۱۷ جمادی‌الاولی ۶۵ قمری: آدینه ۱۲ دی ۶۳؛ اردو زدن سپاه توابین در عین‌الورده در سوریه
- ۲۲ جمادی‌الاولی ۶۵ قمری: چهارشنبه ۱۷ دی ۶۳؛ ورود لشکر دوازده‌هزارنفری امویان به فرماندهی حصین بن نمیر به عین‌الورده و نبرد نخستین؛ پیروزی توابین
- ۲۳ جمادی‌الاولی ۶۵ قمری: پنجشنبه ۱۸ دی ۶۳؛ افزایش ۸ هزار نیروی کمکی به سپاه امویان؛ ادامه نبرد بین سپاه توابین وسپاه امویان
- ۲۴ جمادی‌الاولی ۶۵ قمری: آدینه ۱۹ دی ۶۳؛ شکست توابین به دست عبیداللّه بن زیاد فرماندهٔ کل نیروهای اموی؛ کشته شدن سران توابین و سلیمان بن صرد در جریان جنگ؛ نجات‌یافتگان به سمت کوفه می‌روند.
- ۳ رمضان ۶۵ قمری: پنجشنبه ۲۷ فروردین ۶۴؛ درگذشت مروان بن حکم خلیفهٔ امویان؛ جانشینی عبدالملک بن مروان
- ۲۴ رمضان ۶۵ قمری: پنجشنبه ۱۸ اردیبهشت ۶۴؛ ورود عبداللّه بن مطیع به کوفه به عنوان فرماندار از سوی عبداللّه بن زبیر
- ۱۱ ربیع‌الاول ۶۶ قمری: دوشنبه ۲۷ مهر ۶۴؛ تشدید نیروهای شرطی در کوفه از سوی عبداللّه بن مطیع برای جلوگیری از قیام مختار و شیعیان هوادارش
- ۱۲ ربیع‌الاول ۶۶ قمری: سه‌شنبه ۲۸ مهر ۶۴؛ آغاز قیام مختار بن ابوعبیدة ثقفی و آغاز جنگ شهری در کوفه بین نیروهای عبداللّه بن مطیع (فرماندار عبداللّه بن زبیر) و نیروهای مختار به فرماندهی ابراهیم بن مالک اشتر
- ۱۳ ربیع‌الاول ۶۶ قمری: چهارشنبه ۲۹ مهر ۶۴؛ محاصرهٔ فرمانداری کوفه توسط نیروهای مختار
- ۱۶ ربیع‌الاول ۶۶ قمری: شنبه ۲ آبان ۶۴؛ فرار عبداللّه بن مطیع از فرمانداری و پنهان‌شدن او در خانهٔ نوادگان ابوموسی اشعری؛ ورود مختار به قصر فرمانداری
- ۱۹ ذی‌الحجه ۶۶ قمری: سه‌شنبه ۲۹ تیر ۶۵؛ نخستین نبر سپاه مختار به فرماندهی یزید بن انس با سپاه امویان به فرماندهی عبیداللّه بن زیاد در نزدیکی موصل؛ پیروزی سپاه مختار؛ درگذشت یزید بن انس بر اثر بیماری؛ شایعهٔ شکست سپاه مختار در کوفه
- ۲۰  ذی‌الحجه ۶۶ قمری: چهارشنبه ۳۰ تیر ۶۵؛ ارسال نیروی تقویتی از کوفه به فرماندهی ابراهیم بن مالک اشتر به سوی موصل؛ تصمیم اشراف کوفه برای شورش علیه مختار
- ۲۱ ذی‌الحجه ۶۶ قمری: پنجشنبه ۳۱ تیر ۶۵؛ شورش اشراف کوفه علیه مختار؛ ارسال پیک مختار به ابراهیم بن مالک اشتر و بازگشت او از مأموریتش برای نبرد با اشراف؛ جنگ داخلی در کوفه؛ کشته شدن بسیاری از قاتلین حسین به دست مختار؛ سرکوب شورش اشراف
- ۲۵ ذی‌الحجه ۶۶ قمری: دوشنبه ۴ مرداد ۶۵؛ حرکت مجدد سپاه ابراهیم بن مالک اشتر به سوی موصل برای نبرد با سپاه امویان به فرماندهی عبیداللّه بن زیاد
- ۱۰ محرم ۶۷ قمری: دوشنبه ۱۸ مرداد ۶۵؛ قتل عبیداللّه بن زیاد در نبرد با سپاه مختار (به فرماندهی ابراهیم بن اشتر) در نبرد خازر در نزدیکی موصل
- ۱۴ رمضان ۶۷ قمری: چهارشنبه ۱۷ فروردین ۶۶؛ قتل مختار در نبرد با مصعب بن زبیر برادر عبداللّه بن زبیر؛ اعدام شش‌هزار هوادار ایرانی و عرب مختار
- ۱۳ جمادی‌الاولی ۷۲ قمری: پنجشنبه ۲۳ مهر ۷۰ قمری: قتل مصعب بن زبیر و ابراهیم بن مالک اشتر در نبرد با سپاه عبدالملک بن مروان اموی به فرماندهی حجاج بن یوسف ثقفی
- اول ذی‌القعده ۷۳ قمری: دوشنبه ۹ فروردین ۷۱ قمری: آغا زمحاصرهٔ عبداللّه بن زبیر در مکه توسط سپاه امویان به فرماندهی حجاج بن یوسف ثقفی
- ۱۷ جمادی‌الاولی ۷۳ قمری: آدینه ۱۶ مهر ۷۱ قمری: قتل عبداللّه بن زبیر و پایان محاصرهٔ مکه با پیروزی امویان و حجاج بن یوسف
- اول محرم ۸۱ قمری: پنجشنبه ۱۰ اسفند ۷۸؛ درگذشت محمد بن حنفیه
- ۱۷ ربیع‌الاول ۸۳ قمری: پنجشنبه ۳ اردیبهشت ۸۱؛ تولد جعفر بن محمد مشهور به الصادق
- ۱۲ محرم ۹۵ قمری: شنبه ۱۸ مهر ۹۲؛ درگذشت علی بن حسین مشهور به زین العابدین
- ۱۳ جمادی‌الثانی ۹۶ قمری: شنبه ۷ اسفند ۹۳؛ درگذشت خلیفه ولید بن عبدالملک اموی؛ جانشینی سلیمان بن عبدالملک اموی
- ۱۰ صفر ۹۹ قمری: چهارشنبه ۳ مهر ۹۶؛ درگذشت خلیفه سلیمان بن عبدالملک اموی، خلافت عمر بن عبدالعزیز[۳]